# Soricins
Els soricins (Soricinae) són una de les tres subfamílies de musaranyes, juntament amb els miosoricins i els crocidurins.

## Taxonomia
- tribu Anourosoricini Anderson, 1879
  - gènere Anourosorex Milne-Edwards, 1872
- tribu Blarinellini Reumer, 1998
  - gènere Blarinella Thomas, 1911
- tribu Blarinini Kretzoi, 1965
  - gènere Blarina Gray, 1838
  - gènere Cryptotis Pomel, 1848
- tribu Nectogalini Anderson, 1879
  - gènere Chimarrogale Anderson, 1877
  - gènere Chodsigoa Kàsxenko, 1907
  - gènere Episoriculus Ellermann et Morrison-Scott, 1966
  - gènere Nectogale Milne-Edwards, 1870
  - gènere Neomys Kaup, 1829
  - gènere Nesiotites † Bate, 1945
  - gènere Soriculus Blyth, 1854
- tribu Notiosoricini Reumer, 1984
  - gènere Megasorex Hibbard, 1950
  - gènere Notiosorex Coues, 1877
- tribu Soricini G. Fischer, 1814
  - gènere Sorex Linnaeus, 1758